# Jon Klein
Jon Klein (* 9. Mai 1960 in Bristol) ist ein englischer Gitarrist, er war Mitbegründer des legendären Londoner Clubs „Batcave“.
Klein spielte Gitarre für The Europeans und die Gothic-Punk-Band Specimen, ehe er 1987 neuer Gitarrist von Siouxsie and the Banshees wurde. Klein gehörte acht Jahre zur Band und spielte drei Alben ein, was kein anderer Banshees-Gitarrist schaffte. 1995 stieg er nach Unstimmigkeiten aus der Band aus, arbeitete mit Sinéad O’Connor und produzierte einige Jahre später das Debütalbum der schottischen Gothic-Rock-Band Nervosa. Im Jahr 2000 gründete Jon zusammen mit Bassist Matt Seligman (The Soft Boys) und Schlagzeuger Chris Bell die Band Snail, die im asiatischen Raum einige Erfolge für sich verbuchen konnte.
Im Jahre 2006 kam es zu einer Neuauflage der Specimen durch Jon Klein und die zwei früheren Bandmitgliedern Kimba (Bass) und Tim Huthert (Schlagzeug), zusammen mit Stephan X (Gitarre) und T.bias (Gesang) als neue Mitglieder. Diese Zusammenarbeit führte zum ersten vollwertigen Album der Band mit dem Titel Electric Ballroom, welches bei Metropolis Records im Sommer 2007 veröffentlicht wurde.
Auf dem Album sind ebenfalls die ehemaligen Specimen-Original-Mitglieder Olli Wisdom und Jonny Slut zu hören.

## Diskografie
- 2001 · Psychodelicate
- 2001 · Heavy Pedal
- 2003 · Last Dog in Space
- 2006 · Snail